# Cetingrad
Cetingrad je naselje na Hrvaškem, ki je središče občine Cetingrad Karlovške županije.
Cetingrad, ki se je do leta 1991 imenoval Cetin Grad še prej pa Cetin-grad in do leta 1900 Vališ Selo je naselje, ki leži na nadmorski višini 232 m okoli 13 km severozahodno od Slunja. V naselju stoji župnijska cerkev Uznesenja Blažene Djevice Marije. V bližini so razvaline srednjeveške trdnjave Cetina. Trdnjava je bila zavarovana z več obrambnimi zidovi in večkotnimi obrambnimi stolpi. Nastala je s prezidavo starejšega utrjenega gradu, ter temeljito obnovljene leta 1559. V Cetingradu je bilo 1. januarja 1527. zasedanje Prvega Hrvaškega sabora na katerem je bil Ferdinand I. Habsburški izbran za hrvaškega kralja.

## Demografija
| Pregled števila prebivalcev po letih | Pregled števila prebivalcev po letih | Pregled števila prebivalcev po letih | Pregled števila prebivalcev po letih | Pregled števila prebivalcev po letih | Pregled števila prebivalcev po letih | Pregled števila prebivalcev po letih | Pregled števila prebivalcev po letih | Pregled števila prebivalcev po letih | Pregled števila prebivalcev po letih | Pregled števila prebivalcev po letih | Pregled števila prebivalcev po letih | Pregled števila prebivalcev po letih | Pregled števila prebivalcev po letih | Pregled števila prebivalcev po letih |
| ------------------------------------ | ------------------------------------ | ------------------------------------ | ------------------------------------ | ------------------------------------ | ------------------------------------ | ------------------------------------ | ------------------------------------ | ------------------------------------ | ------------------------------------ | ------------------------------------ | ------------------------------------ | ------------------------------------ | ------------------------------------ | ------------------------------------ |
| 1857                                 | 1869                                 | 1880                                 | 1890                                 | 1900                                 | 1910                                 | 1921                                 | 1931                                 | 1948                                 | 1953                                 | 1961                                 | 1971                                 | 1981                                 | 1991                                 | 2001                                 |
| 596                                  | 651                                  | 671                                  | 693                                  | 552                                  | 568                                  | 480                                  | 557                                  | 415                                  | 405                                  | 438                                  | 358                                  | 895                                  | 910                                  | 351                                  |